# Chinathous
Chinathous là một chi bọ cánh cứng trong họ 
Elateridae.
Chi này được miêu tả khoa học năm 1996 bởi Kishii & Jiang.

## Các loài
Chi này có các loài:
- Chinathous robustus Kishii & Jiang, 1996